# Phyllachora isonandrae
Phyllachora isonandrae är en svampart som beskrevs av Hosag., Manian, Vasuki & Somasund. 1993. Phyllachora isonandrae ingår i släktet Phyllachora och familjen Phyllachoraceae.   Inga underarter finns listade i Catalogue of Life.